# Mesosmittia tora
Mesosmittia tora är en tvåvingeart som beskrevs av Ole Anton Saether 1985. Mesosmittia tora ingår i släktet Mesosmittia och familjen fjädermyggor.
Artens utbredningsområde är South Dakota. Inga underarter finns listade i Catalogue of Life.